# Torpeda MU90 Impact
MU90 Impact – (MU90 Advanced Lightweight Torpedo – MU90 LWT) torpeda lekka kalibru 323,7 mm służąca do zwalczania okrętów podwodnych (ZOP/ASW), w tym okrętów podwodnych z napędem jądrowym oraz małych okrętów podwodnych o napędzie spalinowo-elektrycznym lub hybrydowym na wodach płytkich i przybrzeżnych. Torpeda może być przenoszona i używana z pokładów samolotów i helikopterów ZOP, a także okrętów nawodnych oraz jako komponent bojowy minotorped i rakietotorped. W wersji specjalnej MU90 Hard Kill także do aktywnej obrony przeciwtorpedowej. MU90 wyposażona jest w spełniającą wymagania STANAG głowicę o stosunkowo niewielkiej masie 32,7 kilograma ze specjalnie uformowanym ładunkiem kumulacyjnym, w celu umożliwienia torpedzie przebijania kadłubów rosyjskich dwukadłubowych okrętów podwodnych o dużych przestrzeniach między kadłubami lekkim i sztywnym.
Torpeda MU90 powstała w wyniku kooperacji francusko-włoskiej, rozpoczętej na skutek porozumienia międzyrządowego z 16 maja 1991 roku. Wywodziła się z połączenia programów włoskiej torpedy A290 rozwijanej od 1981 roku przez firmę Whitehead Motofides (później Whitehead Alenia Sistemi Subacquei) i francuskiej torpedy Murene rozwijanej od 1983 roku przez Dyrekcję Konstrukcji Marynarki (Direction des constructions navales, DCN). Testy obu torped rozpoczęto w 1986 roku. Z powodu trudności, na jakie napotkały oba programy, oba kraje zdecydowały się na kooperację i opracowanie wspólnej torpedy. 10 lipca 1990 roku DCN, Whitehead i Thompson-Sintra (późniejszy Thales) utworzyły konsorcjum EuroTorp. Latem 1994 roku miało miejsce pierwsze odpalenie torpedy MU90, a próby kwalifikacyjne ukończono w 1995 roku. W 1995 roku torpedy zamówiły marynarki Włoch i Francji, w 1997 roku – Niemiec, w 1999 roku – Danii.
Torpeda ta posiada kaliber 323,7 mm – w celu dostosowania do standardowych wyrzutni torped lekkich NATO – oraz  długość 2,85 metra. Źródło energii torpedy stanowią baterie elektryczne zasilające pędnik wodnoodrzutowy typu pump-jet umożliwiający jej atak z prędkością między 29 do 50 węzłów, na głębokości minimalnej 25 metrów i maksymalnej 1000 metrów. Zasięg torpedy przy prędkości maksymalnej wynosi 11 000 metrów, oraz 20 000 metrów przy prędkości minimalnej.
Aktywno-pasywny układ samonaprowadzania dysponuje zasięgiem aktywnego wykrywania akustycznego przekraczającym 2500 metrów. Układ elektroniczny torpedy zawiera podsystem zdolny do skanowania i profilowania dna w celu wykrywania nieruchomych okrętów podwodnych osadzonych na dnie morskim. Torpeda wyposażona jest w układ kierowania bezwładnościowego. Elektroniczny układ kontroli i naprowadzania oparty jest na taktycznym i operacyjnym oprogramowaniu bojowym, umożliwiającym cyfrową obróbkę sygnału i umożliwiającym śledzenie do 10 celów, klasyfikację i dyskryminacje celów oraz pułapek i pozoratorów przeciwtorpedowych.
W wersji lotniczej MU90 wyposażona jest w spadochron umożliwiający jej zrzucenie ze statku powietrznego.
MU90 została sprzedana marynarkom wojennym Francji, Niemiec, Włoch, Dani, Polski i Australii. W 2001 roku Polska podpisała umowę na zakup 20 torped bojowych i kilku ćwiczebnych dla okrętów (fregat typu O.H. Perry) i śmigłowców.